# Massimo Piloni
Massimo Piloni (Ancona, 21 agosto 1948) è un allenatore di calcio ed ex calciatore italiano, di ruolo portiere.

## Biografia
È stato tra i soggetti ispiratori dello spettacolo teatrale Perseverare Humanum est interpretato dall'attore Matteo Belli.

## Carriera

### Giocatore

Da destra: Piloni alla Juventus nel 1975 con Dino Zoff, di cui il portiere anconetano fu tra le storiche riserve.

Cresciuto nelle giovanili della Juventus, nella stagione 1967-1968 il tecnico della prima squadra bianconera, Heriberto Herrera, lo portò per le prime volte in panchina, diciannovenne. Nell'estate del 1968 venne quindi mandato a fare esperienza nella Casertana, in Serie C. La società bianconera lo riprese l'anno successivo come terzo nel ruolo, dietro a Roberto Anzolin e Roberto Tancredi, non mettendo a referto alcuna presenza. Per l'esordio in Serie A dovette attendere il 4 aprile 1971 quando l'allenatore Čestmír Vycpálek lo mise in porta, all'età di ventidue anni, in Juventus-Varese (2-2).
Nella stagione 1970-1971 collezionò in totale 7 presenze, segnalandosi sul finire della stessa per la positiva prova offerta nella semifinale di Coppa delle Fiere del 14 aprile, un pareggio 1-1 sul campo del Colonia; quando sembrava in quelle settimane aver superato Tancredi nelle gerarchie, dapprima fu tra i maggiori imputati dell'opaca prestazione bianconera nella finale di andata delle Fiere contro il Leeds Utd (2-2), e in seguito fu costretto a saltare la sfida di ritorno della stessa per un infortunio al polso: «io persi la partita e la Juve la coppa».
Nell'annata 1971-1972, ceduto Tancredi, si ritrovò nuovamente relegato in panchina dal neoacquisto Pietro Carmignani. Ciò nonostante contribuì allo scudetto bianconero emergendo nuovamente nel finale di stagione, disputando le ultime e decisive 5 gare di un campionato vinto dai bianconeri di Vycpálek al rush finale, in sostituzione di Carmignani nel frattempo incappato in alcuni grossolani svarioni.
Ma neanche ciò bastò a garantirgli un posto di rilievo nella Juventus, poiché nell'estate seguente iniziò a Torino l'era di Dino Zoff. Per Piloni non ci fu più spazio nell'undici titolare, mal convivendo con il nuovo collega anche sul piano personale: per i successivi tre anni rimase in bianconero come dodicesimo, fregiandosi di altri due scudetti senza tuttavia collezionare alcuna presenza; l'unica partita da titolare fu un incontro di Coppa Italia disputato il 6 febbraio 1974 contro il Cesena.
Desideroso di giocare, nel 1975 scese quindi in Serie B accasandosi al Pescara che, anche grazie alle sue prestazioni, nel 1977 arrivò per la prima volta in Serie A: «titolare tre anni su tre, 107 partite su 108, [...] tra i pali anche con uno strappo all'inguine. Ero bravo, lo ero sempre stato, ora però si vedeva». Con la retrocessione fra i cadetti della squadra abruzzese, l'anno seguente Piloni cambiò ancora società, stavolta trasferendosi al Rimini dove rimase per un biennio. Dopo una stagione alla Fermana, in Serie D, concluse la carriera nell'annata 1981-1982 con il Chieti, in Serie C2, prima di ritirarsi definitivamente al termine del campionato per mancanza di garanzie da parte della società neroverde.

### Allenatore
Una volta terminata l'attività agonistica, Piloni intraprese una discreta carriera da preparatore dei portieri, lavorando in Italia per club come Catania, Perugia e Sambenedettese, agli ordini di tecnici quali Vujadin Boškov, Serse Cosmi, Carlo Mazzone ed Edy Reja, e maturando nel 2008 anche un'esperienza in Scozia al Livingston, alle dipendenze di Roberto Landi. Tra gli estremi difensori da lui allenati, nel corso degli anni ci sono stati Gennaro Iezzo, Andrea Mazzantini, Armando Pantanelli e Marco Storari.

## Palmarès

### Giocatore
- Campionato italiano: 3

Juventus: 1971-1972, 1972-1973, 1974-1975